# 姫宮接子
姫宮 接子（ひめみや せつこ、1920年7月29日生、没年不詳）は、1930年代から1950年代に活躍した日本の女優。タップダンスの名手でもある。本名は林縫子あるいは林綾子で東京府日本橋区（現・東京都中央区）出身と考えられるが、石川県珠洲郡飯田町（現：珠洲市）生まれとする文献もある。

## 人物＆来歴
1935年、高等小学校を卒業後にムーランルージュ新宿座に加入。美人でタップの名手として評判を集め、明日待子、小柳ナナ子を含め同年齢の看板スターの一人となる。同年、新興キネマから『若人の世界』で映画デビューし、映画女優としても活躍する。1937年3月東京吉本に所属し、日本におけるモダンダンスの祖と言われる中川三郎とペアを組む。音楽評論家の瀬川昌久は、後年の著書の中で二人を以下のように評した。
| 「 | 中川三郎の吉本ショウ出演は、翌昭和十三年三月までつづいたが、絶妙のパートナー姫宮接子を得たタップ・デュエットはますます冴えわたり、浅草の舞台とはいえ、このコンビは日本の短いタップ史上に一つの輝く金字塔をうちたてた。 | 」 |

また当時の姫宮は、個人としてもタップにおいて女流で日本一と評された。1938年3月の中川の吉本脱退と共に、姫宮も吉本の舞台から離れ、映画としては日活多摩川撮影所に所属した。当時の日活では、健康的な娘役が少ない中で姫宮は重宝された。またタップダンスの実演としては、別に姫宮接子とその楽団を立ち上げた。
1940年、芸能の政府介入が激しくなると、姫宮の名は不敬と言われ姫美谷 接子に改名する。第二次大戦下でも、少なくとも1944年までの活動が確認できる。戦後の1946年には芸名を元に戻し、由利健次らと共に一座を結成し、2年程度全国を巡業する。その後、後述する1955年段階の芸能活動と、1999年の存命が確認できる。

## フィルモグラフィ
- 『若人の世界』1935年[1]
- 『王者目指して』1935年、監督上野真嗣、原作・脚本一木歓、撮影杉浦宏樹、主演立松晃、共演姫宮接子、田中春男、大友壮之助、歌川八重子、鳥橋弘一
- 『五々の春』1936年、高田プロダクション、配給新興キネマ、監督・脚本牛原虚彦、共同脚本志村敏夫、撮影栗林実、主演高田稔、共演霧立のぼる、河津清三郎、田中春男、姫宮接子、浦辺粂子
- 『浮かれ桜』1936年6月7日公開、新井館（中野）、監督曽根千晴、出演山路ふみ子、立花晃、東海林太郎、日本橋きみ栄、姫宮接子、田中筆子、清水将夫[17]
- 『牛づれ超特急』1937年公開、配給 東宝、製作 東宝映画[18]
- 『僕は誰だ』1937年公開、配給 東宝、製作 P.C.L. [19]
- 『花束の夢』1938年1月14日、配給 東宝、製作 東宝映画。[20][21]
- 『押切り混線記』1939年7月20日公開、配給・製作 大映、脚本永見柳二、原作笠原良三、監督伊賀山正徳、主演姫宮接子。
- 『男一度』1940年9月、助演[2]
- 『盗まれかけた音楽祭』1946年12月24日公開、配給・製作 大映[22]
- 『爆笑青春列車』1955年2月28日公開、製作・配給新東宝[23][24]

## 舞台作品
- 『軽喜劇 男嫌い女嫌い』1937年10月21日公開、京都花月劇場、作滝村正治、主演横山エンタツ、花菱アチャコ、特別出演姫宮接子、応援出演永田キング[4]
- 『松竹座 実演 タツプ・タツプ・シヨウ』1938年8月24～31日、姫宮接子、稲葉実、福島常雄ほか[5]
- 『歌とタップ』1943年1月10日公開、京都座、姫美谷接子とその楽団[11]
- 歌謡ショウ、1943年9月1日公開、京都座、姫美谷接子と其の楽団[12]
- 『現代劇 新しき産声』1944年8月21日公開、花月劇場、新文芸座、出演 江川字礼雄、加賀邦男、黒田記代、姫美谷接子、小林十九二、高梨勝太郎、加藤貴美、田中千代子、佐久良千代、千草道代[25]

## 著書
- 姫宮接子「タップを踊る」『会館芸術』通巻85号（第8巻 第7号）、大阪朝日新聞社会事業団、1939年、34頁。[26]